# 心叶紫金牛
心叶紫金牛（学名：Ardisia maclurei），为报春花科紫金牛属下的一个种。

## 扩展阅读
維基物種上的相關：心叶紫金牛